# جک تیلور (هنرپیشه)
جک تیلور (انگلیسی: Jack Taylor؛ زادهٔ ۲۱ اکتبر ۱۹۳۶) بازیگر و فیلم‌نامه‌نویس اهل ایالات متحده آمریکا است.
از فیلم‌های او می‌توان به انتقام دکتر مابوزه، زن خون‌آشام، دو خواهر شریر و دو ساد ۷۰ اشاره کرد.